# Bradysia spinellosa
Bradysia spinellosa är en tvåvingeart som beskrevs av Yang och Zhang 1989. Bradysia spinellosa ingår i släktet Bradysia och familjen sorgmyggor. Inga underarter finns listade i Catalogue of Life.